# Helene-Weigel-Platz
Koordinaten: 52° 31′ 39″ N, 13° 32′ 23″ O
Der Helene-Weigel-Platz ist ein zentraler Stadtplatz im Berliner Ortsteil Marzahn des Bezirks Marzahn-Hellersdorf. Er ist seit seiner Anlage im Jahr 1978 nach Helene Weigel (1900–1971) benannt, Schauspielerin und Ehefrau des Schriftstellers Bertolt Brecht.

## Lage und Geschichte
Der Platz liegt an der Nordostecke der Kreuzung Allee der Kosmonauten / Märkische Allee und wurde im Zusammenhang mit der Errichtung der Wohnquartiere Marzahn I frühzeitig als städtisches Zentrum mit eigenem Rathaus (Nummer 8) geplant und angelegt. Er befindet sich im Einzugsbereich des S-Bahnhofs Springpfuhl.
Der Platz und die umliegenden Hochhäuser (u. a. die drei markanten Gebäude vom DDR-Plattenbautyp SK 65) waren die ersten fertiggestellten Bauten des DDR-Großsiedlungsgebietes Berlin-Marzahn. In einer feierlichen Zeremonie am 1. März 1978 erhielt das damalige Bezirkszentrum den Namen der bekannten und engagierten Schauspielerin Helene Weigel.
Nach der politischen Wende sind zahlreiche der umgebenden Bauten saniert worden, einige mussten auch abgerissen werden. Als Hauptinvestoren traten die Treuhandliegenschaftsgesellschaft (TLG) Immobilien zusammen mit dem Bezirksamt auf. Zuletzt wurden rund 1,5 Millionen Euro aus dem Fonds Stadtumbau Ost aufgewendet. Einen symbolischen Abschluss fanden diese Arbeiten mit der Pflanzung eines Zierapfelbaums der Sorte Eleyi.

## Bebauung auf und am Helene-Weigel-Platz

### Wohnhochhäuser
Im Jahr 1985 wurde am Helene-Weigel-Platz 6/7 ein 76 Meter hohes Wohnhochhaus errichtet. Im November 1998 wurde es mit einer Photovoltaikanlage ausgerüstet, die zum damaligen Zeitpunkt die größte in Europa war (426 m² Modulfläche).

### Rathaus

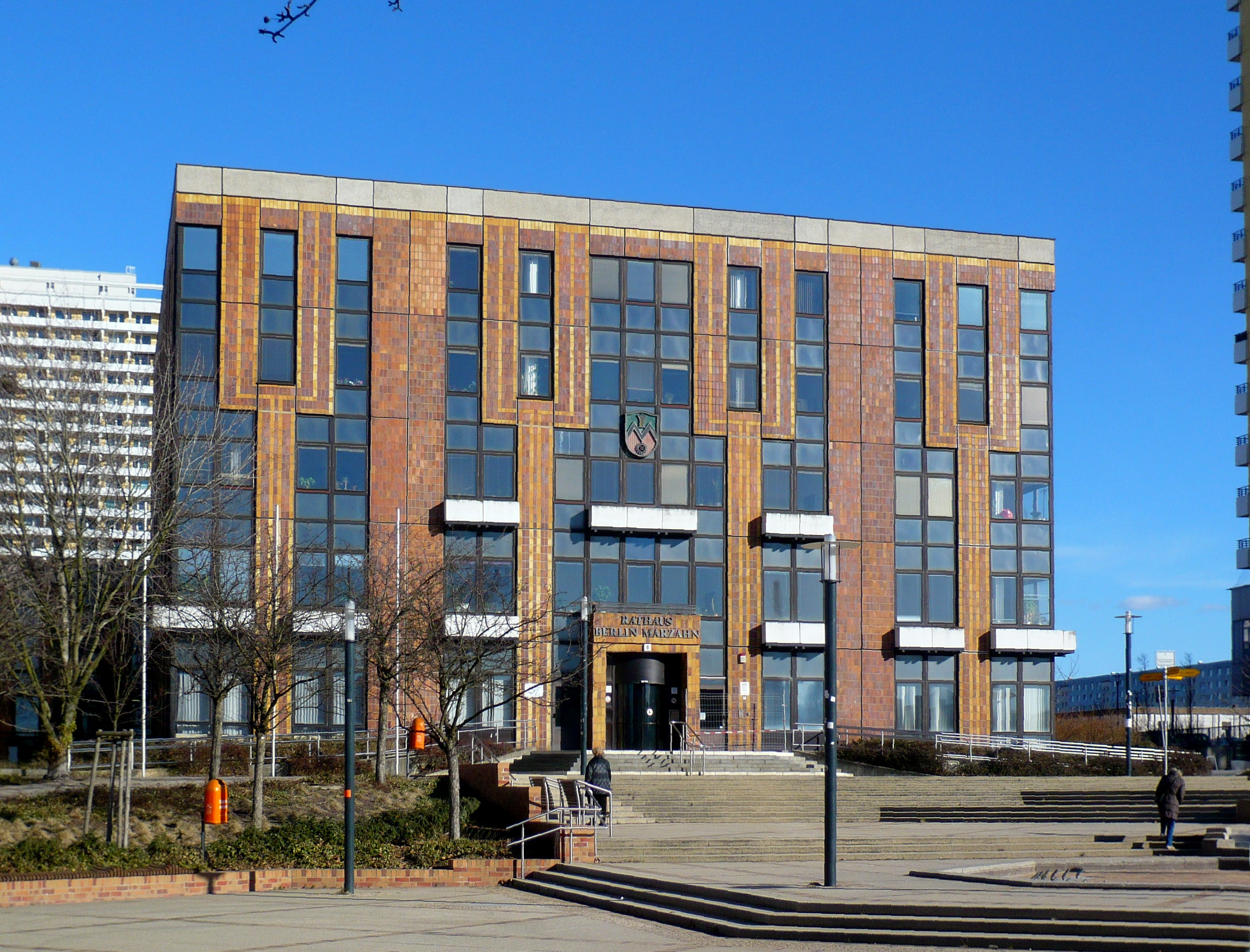
Ehemaliges Rathaus von Marzahn

Das Ratsgebäude wurde nach Plänen eines Architektenkollektivs aus dem Bau- und Montagekombinat Ingenieur-Hochbau Berlin (IHB: Wolf-Rüdiger Eisentraut, Karin Bock, Bernd Walther) 1988 fertiggestellt und steht mittlerweile unter Denkmalschutz. Über der Eingangstür ist das um 1983 gültige Wappen des Bezirks Marzahn zu sehen. Die frühere künstlerisch gestaltete Tür, von den Metallgestaltern Rüdiger Roehl und Jan Skuin mit Pflanzenornamenten geschmückt, ist seit dem Beginn des Jahres 2000 verschwunden (die Kunstkommission spricht von „Verbleib unbekannt“). Es ist eines von nur drei Gebäuden, die in der DDR speziell als Rathäuser errichtet wurden – in Friedrichshain, in Halle (Saale) und in Marzahn.
Im Ergebnis der Neuordnung der Berliner Bezirke im Jahr 2001 ist das frühere Rathaus nach umfassender Sanierung zu einem Bürgerhaus des Ortsteils geworden. An den Fassaden des Rathauses und in seinem Inneren sind sechs Keramiktorsos als Kunst am Bau platziert. Peter Makolies schuf die Dreiviertel-Figuren, die den Besucher des Hauses fröhlich stimmen sollen: beispielsweise schmust ein Mann mit einem Äffchen, eine Frau streichelt ihren Busen. Vom selben Künstler stammt die Bronzefigur einer Fruchtbarkeitsgöttin, die den Vorraum des Standesamtes schmückt.

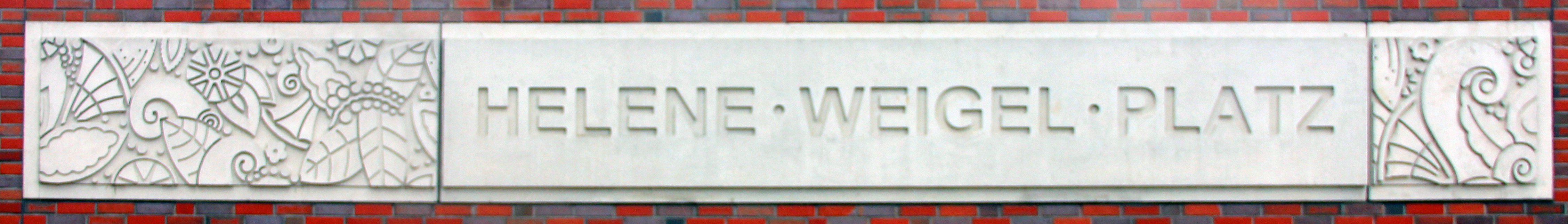
Relief am Helene-Weigel-Platz

### Kultur-, Sport- und Geschäftsbauten

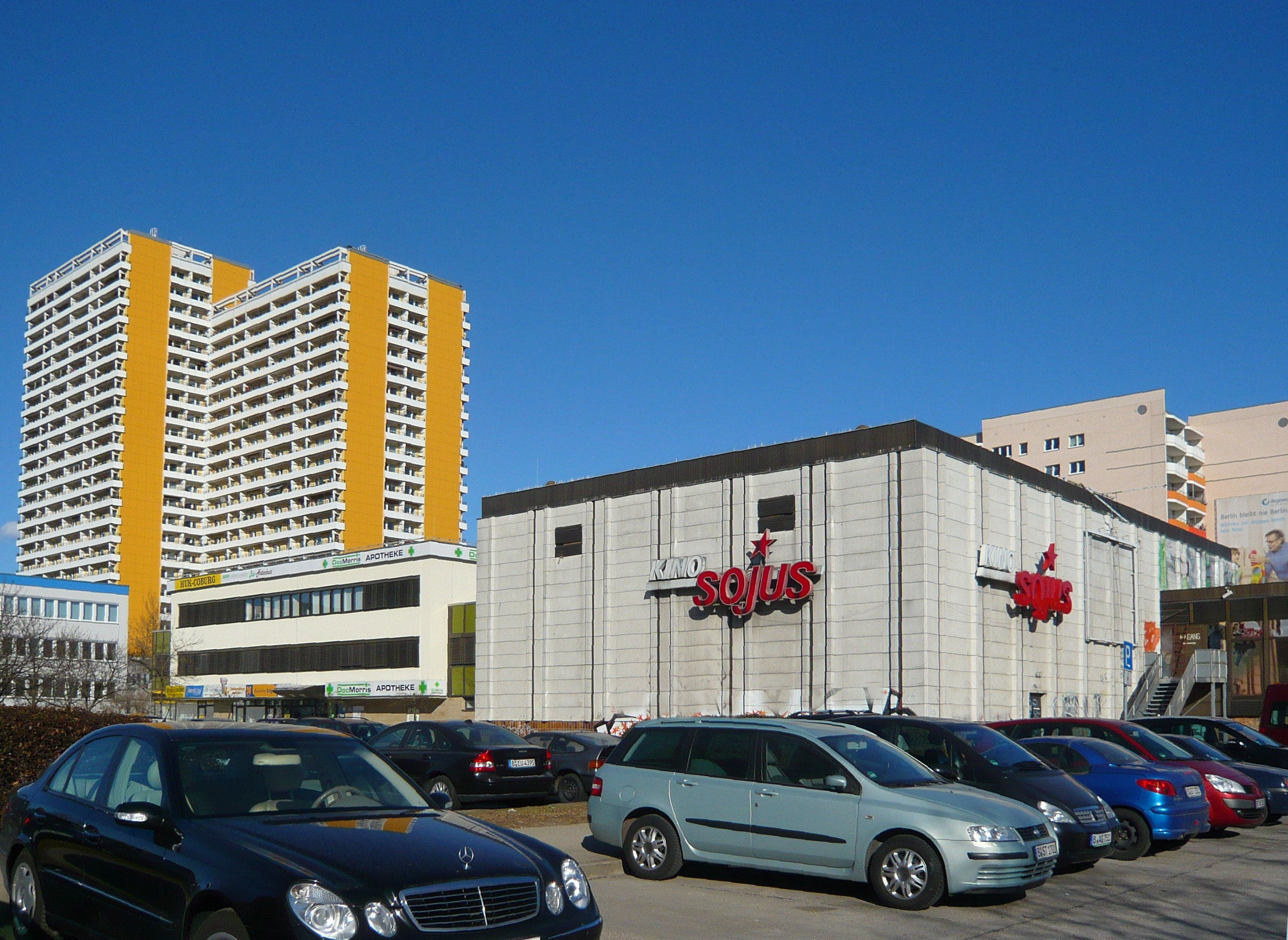
Kino Sojus, März 2011

- Ein bekanntes Gebäude (Helene-Weigel-Platz 12) ist das ehemalige Kino „Sojus“. Es handelt sich um einen 1981 eröffneten Bau aus DDR-Zeiten, der einen großen Kinosaal hat. Es wurde nach der Wende Eigentum der Kinokette Ufa-Theater AG. Trotz der Verbreitung der Multiplex-Kinos hatte das Haus noch einige Jahre interessierte Besucher, weil es von der Hamburger Firma K-Motion als Billigkino betrieben werden konnte. Im Jahr 2008 musste es allerdings nach der Insolvenz der UFA zwangsversteigert werden. Anschließend wurde es geschlossen.[6] Im Jahr 2013 wurden Überlegungen des neuen Eigentümers, der Regie Bauträgergesellschaft mbH, bekannt, das Kinogebäude abzureißen und einen Lebensmittelmarkt dort zu errichten. Nach Differenzen und weiteren nicht umgesetzten Planungen für einen „rechteckigen Neubau entlang der Allee der Kosmonauten“[7] schlugen die Fraktionen der Linken und der Piraten 2014 im Bezirksparlament vor, dass der Bezirk die Immobilie erwirbt und zu einem Veranstaltungsgebäude umfunktioniert.[8] Nach mehreren Verzögerungen wollte der Investor Ende 2019 mit den Bauarbeiten beginnen.[9] Im Sommer 2020 war das Kino noch immer nicht abgerissen.[10]
- Zur Fläche des Helene-Weigel-Platzes gehört die Schwimmhalle Helene-Weigel-Platz aus den 1980er Jahren. Diese wurde nach der deutschen Wiedervereinigung technisch modernisiert, gebäudemäßig saniert und behindertengerecht ausgestattet. Sie ist auch Ort für das Schulschwimmen und diverse Freizeitangebote.[11]

Im Jahr 2019 wurde das Bad für Reparaturarbeiten geschlossen. Ursprünglich sollte im Schwimmbecken eine Edelstahlwanne eingebaut werden und der Ausbau des Beckens weitgehend unangetastet bleiben. Die Fertigstellung war für den November 2019 geplant. Nachdem sich herausstellte, dass der verbaute Beton porös ist, musste jedoch deutlich mehr Material entfernt werden, was den ursprünglichen Zeitplan sprengte. Die Sanierungsarbeiten wurden im Juni 2021 abgeschlossen. Die Länge des Beckens wurde bei der Sanierung auf exakt 50 Meter geändert.
- Stadtteilbibliothek „Erich Weinert“.
- Im Jahr 2011 wurde mit dem Center am Helene-Weigel-Platz eine moderne Handelseinrichtung ebenfalls am Platz eröffnet.[16] Am Südwestzugang ist eine fensterlose Klinkerwand mit einem bandartigen Putzrelief und dem Schriftzug des Platzes gestaltet worden. Gegenüber gibt es die Springpfuhl-Passage.
- Ein modernes Ärztezentrum am Rande des Platzes komplettiert die Bebauung.
- Unter der Hausnummer Helene-Weigel-Platz 4 war der Jugendclub Springpfuhlhaus zu finden[17], der seit 2024 in eine Spielothek mit anderem Betreiber unmgewandelt wurde[18].

### Kunst auf und am Platz

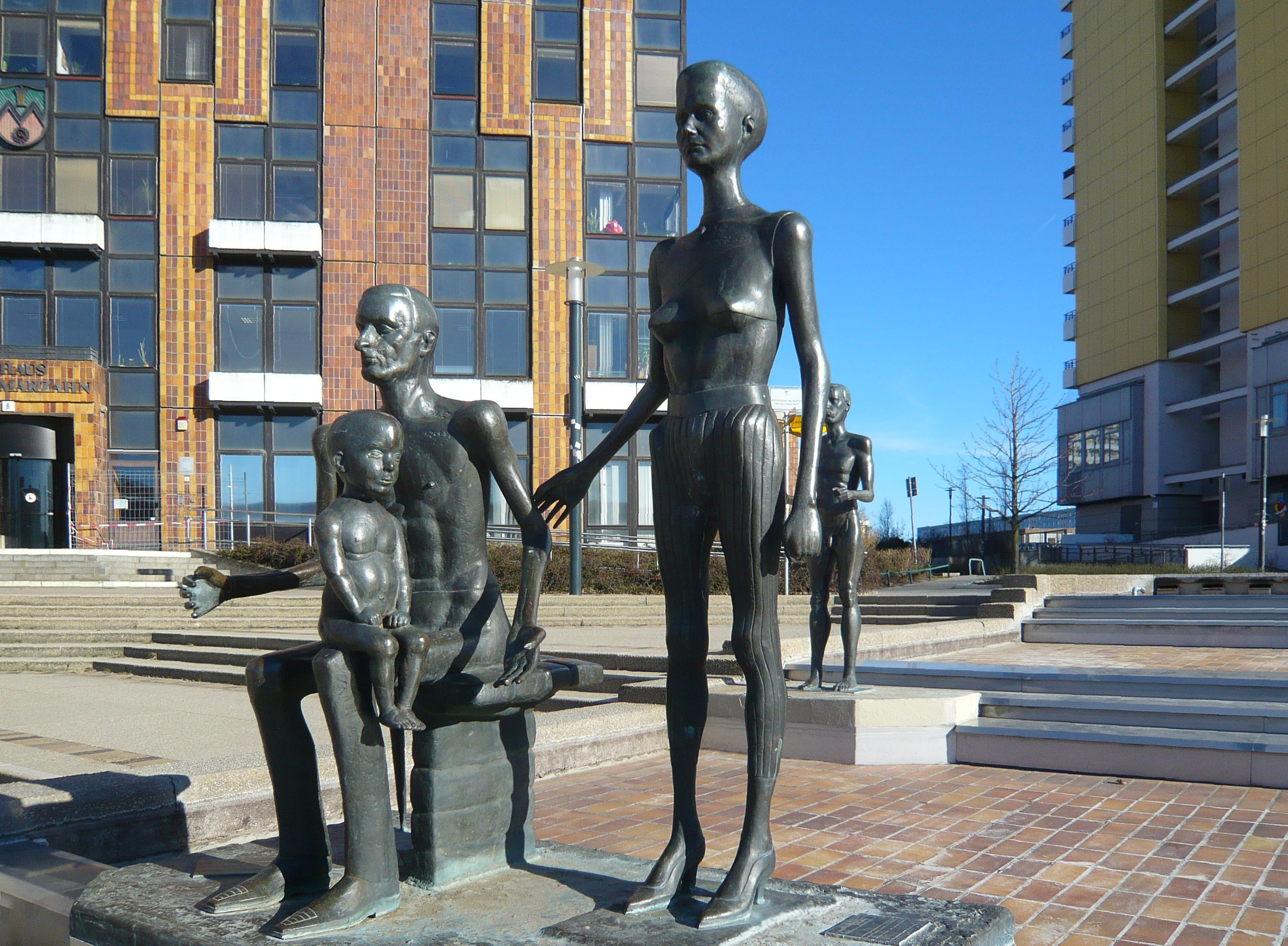
Familie, Teil des Treppenbrunnens; im Hintergrund Der Denker

Brunnen der Generationen
(auch Treppenbrunnen, Familie, Denker, Sportler, Motorrad genannt)
Diese die Mitte des Platzes dominierende Anlage wurde 1990 eingeweiht. Sie stammt aus der Werkstatt von Rolf Biebl und symbolisiert mit ihren fünf Figuren die verschiedenen Lebensalter eines Menschen. Es handelt sich um folgende einzelne Bronzefiguren:
- Der Sportler und das etwas abseits stehende Motorrad
Ein männlicher Sportler in futuristischer Schutzkleidung reckt sich dem Himmel entgegen. Zusammen mit dem Bronzemotorrad in normaler Größe, das wie ein historisches Vehikel geformt ist und zum Spielen benutzt werden kann, steht er für die Jugend.
- Die Familie
Mutter, Vater und ein Kind stehen bzw. sitzen an einem Treppenabsatz rechts vor dem Ratsgebäude auf einer flachen Plinthe.
- Der Denker
Der Bildhauer hat einen nackten älteren Mann gestaltet, der ganz oben am Rand des Brunnens steht und über die Familie hinweg nachdenklich auf das Geschehen schaut.

Die Brunnenanlage wurde 2007 saniert.
Ärztehaus
Im Foyer der früheren Poliklinik (Helene-Weigel-Platz 10) steht eine Büste des Bildhauers Siegfried Wehrmeister, die den Berliner Arzt Ernst Ludwig Heim ehrt. Das Werk stand vor dem Umbau der Poliklinik im Freien und wies damit auf den Namen des ambulanten Ärztezentrums hin.
Bibliothek
Vor und in der Bibliothek gibt es seit 1982 namenlose Skulpturen von Hans Ticha. Sie sind aus verschiedenen Materialien gefertigt und nach Picasso-Art zu je einem Artisten zusammengefügt.

### Weitere Sehenswürdigkeiten
- Im Nordbereich schließt sich unmittelbar der Springpfuhlpark an.
- Seit dem 16. Dezember 2013 gibt es direkt auf dem Platz einen Gedenkstein mit der Aufschrift „1933–1938–1945 Zerstörte Vielfalt“. Damit erinnert das Bezirksamt an die Orte der nationalsozialistischen Verfolgung und Vernichtung in Marzahn. An einem zentralen Ort wird damit konkret der Opfer des Zwangsarbeiterlagers für Sinti und Roma, der Heil- und Pflegeanstalt Wuhlgarten sowie der verfolgten jüdischen Einwohner im (heutigen) Bezirk gedacht.[21]